# Mutum (Minas Gerais)
Mutum es un municipio brasilero del estado de Minas Gerais.

## Etimología
El topónimo Mutum se debe a la abundancia del pájaro homónimo en la región en la época de la fundación de la ciudad.

## Historia
Los primeros habitantes de Mutum fueron los indios Botocudos, que vinieron de la región del recóncavo bahiano, expulsados por los indios guaraníes por motivos bélicos. Mutum está en la región que en otra época fue denominada Región de los Bosques. Ciudad con muchas bellezas naturales, incluyendo incontables cascadas, se convirtió un punto atractivo para quien gusta de la naturaleza. El municipio cuenta con atracciones turísticas no muy conocidas, tal como un parque arqueológico indígena.

## Geografía
Su población estimada en 2004 era de 26.515 habitantes.
La población actual estimada es de cerca de 27 mil habitantes. Siendo aproximadamente:
- Población femenina 13.143
- Población masculina 13.550
- Población urbana 11.914
- Población rural 14.779

### Localización geográfica
El municipio de Mutum se localiza en la región del Río Doce del Estado de Minas Gerais y pertenece la microrregión homogénea Vertiente Occidental del Caparaó. Posee un área de 1.256,08 km², siendo limitado al norte por los municipios de Aimorés y Pocrane, al sur por los municipios de Chalé y Lajinha, al este por Ibatiba (ES), Brejetuba (ES) y Afonso Cláudio (ES) y al oeste por Taparuba y Concepción de Ipanema. El municipio posee 6 distritos; Sede, Ocidente, Roseiral, Centenario, Humaitá y Imbiruçu, 3 poblados; Santa Rita, Santa Efigênia, Lajinha del Mutum y 54 comunidades.
La sede del municipio se encuentra a 240 metros de altitud y tiene su posición determinada por las coordenadas 19° 49′ 01″ Latitud Sur y 41°26’18" Longitud Oeste.

### Hidrografía
Es bañada por los ríos São Manoel, Mutum y José Pedro.

### Clima
El clima de Mutum es mesotérmico, del tipo tropical húmedo. Situado en los límites meridionales de la Zona Intertropical, presenta significativas variaciones entre las temperaturas media anual, media máxima anual y media mínima anual. El verano es muy caliente, con medias oscilando entre 22 °C y 31 °C. La temperatura en los 3 meses más fríos es de 19 °C, esas variaciones ocurren debido a las variaciones de altitud e influencia de las masas de aire.

### Vegetación
La vegetación predominante en el municipio es la de Mata Atlántica. Predomina la vegetación semicaduca tropical.